# Cymothoa spinipalpa
Cymothoa spinipalpa là một loài chân đều trong họ Cymothoidae. Loài này được Thatcher, de Arujo, de Lima & Chellapa miêu tả khoa học năm 2007.